# Ганс Альберт
Ганс Альберт (нім. Hans Albert; 8 лютого 1921, Кельн, Німеччина — 24 жовтня 2023) — німецький філософ, один з головних представників Критичного раціоналізму.

## Життя
Батько Альберта був філологом-класиком і протестантським вчителем релігії. У дитинстві він був дуже зацікавлений історією, особливо читав О. Шпенглера і військово-наукові праці, тому що хотів стати офіцером. Після закінчення університету в 1939 році Альберт замельдувався як волонтер і вступив спочатку в Імперську службу праці, де він працював на Лінії Зігфрида. Потім він прийшов до артилерії, служиврезервістом у Відні, а далі брав участь в бойвих діях у Франції та Греції.
Після американського полону Альберт продовжив навчання в Університеті Кельну на, спочатку з кінцевою метою отримати диплом працівника торгівлі. Перші лекції з соціології він слухав у Леопольда фон Візе (Leopold von Wiese). Після цього він міг за власним бажанням писати дипломну работу «Політика і економіка як предмети політичних і економічних теорій» (Politik und Wirtschaft als Gegenstände der politischen und ökonomischen Theorie) і в 1952 р. захистити докторську дисертацію «Раціоналізм та існування — політична арифметика і політична антропологія» (Rationalität und Existenz — Politische Arithmetik und politische Anthropologie).
Габіталізаційну робту (післядокторська кваліфікація) Альберта «Національна економіка як комерційні стосунки» (Nationalökonomie als Soziologie der kommerziellen Beziehungen) була відхилена у 1955 р. професором кельнського університету Рене Кенігом (René König), а також деканом економічного факультету, тому що його критика ні економіки чи соціології нібито не була бездоганною. Крім того Альберта раніше засуджували як нібито таємного члена Комуністичної партії. Згодом він захисти габіталітаційну роботу у 1957 році в Кельні на основі нарисів із соціальної політики, оскільки він був помічником Герхард Вайсера (Gerhard Weissers), завідувача кафедри з даної теми. Однак він читав лекції з логіки, основ наукових вчень, ефективність суспільного виробництва і публікував свої робои з критикою «чистої економіки».
У 1963 році Альберт отримав запрошення на новостворений факультет соціології та науки викладання колишнього школи економіки, тепер мангаймський університет. Хоча він отримав кілька запрошень в інші університети, він залишався аж до своєї відставки в 1989 році в Мангеймі.
Альберт має почесні докторські ступені університетів Лінца (1995), Афін (1997), Касселя (2000), Грацу (2007) і Клагенфурту (2007).

## Твори
У соціології чи економіці Альберт відзначився головно у питаннях ринкової соціології. Він боровся за єдність методу в галузі природничих та суспільних наук, а також виступив за скасування традиційних дисциплінарних кордонів між економікою, соціологією, правом та іншими суспільними науками.
Альберт спочатку стояв на інструменталістсько-деционістських позиціях, які ще у своїй дисертації засвоїв від Мартіна Гайдеггера і Гуґо Дінглера (Hugo Dingler), потім перейшов до Віктора Крафта (Victor Kraft) і Карла Поппера, з яких він останнього спочатку вважав представником логічного позитивізму. На європейському форумі Альпбах Альберт познайомився з Паулем Фойерабендом у 1955 р., а у 1958 р. особисто з Поппером. Нарешті, як представник критичного раціоналізму Альберт у жовтні 1961 року разом з Поппером взяв участь у так званій «позитивістській дискусії» як противник Теодора Адорно і Юрґена Габермаса в частині, в якій, проте, жоден з учасників не взяв позитивістську позицію в строгому сенсі слова. Альберт сприйняв це особливо іронічно, що Габермас взяв майже схожу позицію.
Альберт був співредактором часопису «Освіта і критика» (Aufklärung und Kritik), а також почесним президентом Товариства критичної філософії у Нюрнберзі (Gesellschaft für kritische Philosophie Nürnberg). Він також є науковим радником Гуманітарної академії Баварії (i>Humanistische Akademie Bayern/i>).

## Філософія
У філософії Альберта істотне значення має теорія пізнання. Спочатку відстоюючи ідеї позитивізму, він з середини 1950-х років став прихильником критичного раціоналізму і розвинувся разом з Поппером у найбільш відомих представники такого філософського і гносеологічного погляду.
Тезам класичних ідеалів пізнання Альберт виступив з його концепцією критичного раціоналізму. Піддання своїх критичного методу, висловлювань, тверджень, теорій постійній критичний і, як наслідок неприйняття будь-яких кінцевих претензій ґрунтуються, ймовірно, на висновках, які можна зробити з так званої Трилеми Мюнхгаузена. За допомогою цієї трилеми Альберт висуває тезу, що будь-яка спроба підняти якесь твердження до остаточно обґрунтованої і таким чином некритичної істини приречена на провал, і тому класичний ідеал знання з його зверненням до архимедової точки опори, на якій може бути оперте гарантоване знання і разом з тим обґрунтоване остаточне твердження, тобто можливість досягнення абсолютно безперечної істини людського знання, є ілюзією. Тому, якщо я говорю, що це чи інше твердження є абсолютно вірним, оскільки я виводжу його з абсолютно надійної основи, то тоді мені тільки лишаеться постійно як наслідок, який можна отримати з цієї трілемми, три можливості, котрим кидається в жертву гадане кінцеве обґрунтування, і, отже, зводиться нанівець спроба визначити як абсолютну і тому некритичну істину будь-які твердження.
1. Можливість регреса обґрунтувань у нескінченність. Це відображає той факт, що процес обґрунтування ніколи не закінчується.
Таким чином для кожного обґрунтування завжди може бути необхідним знайти додаткове обґрунтування, навіть для того, яке стведжує, що воно є остаточним.
2. Можливість полягає в порочному колі, коли якесь твердження посилається на феномен, який сам входить у це твердження.
Простим прикладом кругового аргументу буде наступний ланцюжок міркувань: Чому відкладають яйця? Тому що вони кури! І чому вони кури? Тому що вони відкладають яйця!
3. Можливість свавільного переривання процесу пошуків обґрунтування на одному пункті, котрий і кладеться в основу подальших умовиводів

Остання можливість є особливо показовою, бо породжує «догматичний раціоналізм» і «стратегію імкнітетузування», ґрунтовані на довільно обраній шкалі цінностей. Це шлях фундаменталізму, на якому могли виникнути доктрина панівної арійської раси, доктрина обраності єврейського народу або теорія Маркса. Отож, у пізнавальних процедурах Альберт пропонує використовувати принцип критичної перевірки і розділити їх на дві групи:
1. Орієнтування на знання, яке є достатнім для конкретної проблемної ситуації.
2. Орієнтацію на знання як безперервний процес руху до істини з постійною критикою осягнутих результатів.

На думку Альберта знання завжди містять в собі нормативний елемент, базований на певних цінностях. Завданням критики є знайти і подолати нормативно-цінністну залеєність пізнання. Це завдання може бути полегшене через технологізація, яка, на його думку базується на шеститактовій стратегії:
1. Аналіз наявної проблемної ситуації і пропозиції рішень для її вирішення
2. Критична перевірка пропонованих рішень з точки зору їх евристичної сили чи слабкості
3. Конструювання альтернативних рішень і критична оцінка тог, що вони можуть дати
4. Акт вибору і прийняття рішення
5. Покрокова реалізація обраного рішення
6. Перевірка проєкту з точки зору істини, справедливості, краси тощо.

При цьому вимірювання, калькулювання, управління, програмування і прогнозування стають все більш важливими базовими формами діяльності в процесі подальшого розвитку людства. При такому підході наука стане «центральною інститутиалізуючою сферою» суспільства, без якої буде неможлива жодна стратегічна діяльність адекватна сучасному постіндустріальному суспільству.